# Liviu Călin
Liviu Călin (n. 10 septembrie 1930, Craiova – d. 17 martie 1994, București) a fost un poet, critic și istoric literar român.

## Biografie
S-a născut într-o familie de intelectuali. Părinții săi erau ofițerul Aureliu Călin și profesoara Laura Călin (n. Petrescu), fiica ziaristului Dimitrie E. Petrescu. A urmat școala primară la București (1937-1938; 1940-1941) și Craiova (1938-1940), Liceul „Gh. Șincai” din București (1941-1949) și apoi Facultatea de Filologie a Universității din București, secția limba și literatura română (1949-1953), obținând licența în 1953.
După absolvirea facultății a lucrat în domeniul editorial, ocupând diferite funcții redacționale la Editura pentru Literatură, apoi redactor-șef la Editura Eminescu (1970-1974), lector la Centrala Editurilor și, în ultimii ani de viață, redactor-șef al Editurii Cartea Românească.
Criticul literar Liviu Călin a fost distins în anul 1990 cu Premiul Herder.

## Activitatea poetică și de critică literară
Legătura sa cu poezia datează din anii liceului. A făcut parte, ca elev, din cenaclul literar din Craiova, condus de Elena Farago (1945-1947), debutând cu versuri în 1947 în Revista elevilor. A publicat versuri începând din 1957 în Gazeta literară, debutând editorial în 1965 cu volumul de poeme Spirale. A continuat să scrie poezii, publicând periodic și alte plachete: Ochiul adâncului (1968), Identitate (1970), Suflet în spațiu (1973), Ferigă sub stâncă (1975), Uimitorul răstimp (1977), Rug de septembrie (1979), Sărbătoarea nimănui (1980), Flacăra zăpezii (1981), Noaptea cailor (1984) și Umbra focului (1986). Volumul Sărbătoarea nimănui a fost distins cu Premiul pentru poezie „Mihai Eminescu” al Academiei Române (1980). Liviu Călin a cultivat o poezie cerebrală și livrescă, ce dovedește o cultură vastă, dar care este în același timp lipsită de originalitate prin imitarea unor modele literare cu care autorul luase contact în anii tinereții. Unii critici au evidențiat un ermetism de tip barbian, în timp ce alții, printre care Emil Manu, „nostalgia epigonică a unui suprarealism pierdut”. Criticul literar Gheorghe Grigurcu îl considera pe Liviu Călin drept „un genuin pudic, ce-și complică sensibilitatea prin estetizare, acoperindu-și obrazul cu măștile de hârtie japoneză ale metaforei. Ipostazele confesiunii sunt reprimate prin intermediul unei scriituri care o conține însă în filigran”.
În afară de versuri, Liviu Călin a mai scris și romanul Frica de duminică (1982), în care prezintă, prin introspecții psihologice în stilul lui Camil Petrescu, viața unor intelectuali din perioada „obsedantului deceniu”, care, exasperați de propria existență anodină, își propun doar scopuri meschine pentru a trăi satisfacția unor realizări.
Activitatea sa de poet s-a desfășurat în paralel cu cea de critic și istoric literar. Liviu Călin a debutat cu cronici literare publicate în România liberă în 1951, publicând ulterior volumele de studii și articole Portrete și opinii literare (1972) și Recitind clasicii (1975), în care face comentarii pertinente într-un stil sobru și precis asupra literaturii clasice și contemporane, precum și monografia Camil Petrescu în oglinzi paralele (1976). El a devenit un colaborator și confident al academicianului Alexandru Rosetti, care i-a îndrumat activitatea științifică.
În calitate de editor a îngrijit sau prefațat diferite ediții ale operelor lui Ion Barbu, Al. Macedonski, Elena Farago, Al. Rosetti, George Călinescu, Eugen Barbu etc. A contribuit la apariția ediției critice I.L. Caragiale (4 volume publicate în 1959-1964), în colaborare cu Șerban Cioculescu și Al. Rosetti, și a unei ediții critice dedicate lui Camil Petrescu (6 volume publicate în 1973-1983), în colaborare cu Al. Rosetti. De asemenea, a redactat fișele Dicționarului limbii române elaborat de Institutul de Lingvistică, sub coordonarea acad. Al. Rosetti.

## Distincții
- Ordinul Muncii clasa a III-a (10 iulie 1965) „pentru merite deosebite în realizarea sarcinilor prevăzute în Directivele celui de al III-lea Congres al Partidului Muncitoresc Român”[9]

## Opera
- Spirale, E.P.L., București, 1965;
- Ochiul adâncului, E.P.L., București, 1968;
- Identitate, Editura Eminescu, București, 1970;
- Portrete și opinii literare, București, 1972;
- Suflet în spațiu, Editura Cartea Românească, București, 1973;
- Ferigă sub stâncă, Editura Cartea Românească, București, 1975;
- Recitind clasicii, Iași, 1975;
- Camil Petrescu în oglinzi paralele, București, 1976;
- Uimitorul răstimp, Editura Eminescu, București, 1977;
- Rug de septembrie, Editura Eminescu, București, 1979;
- Sărbătoarea nimănui, Editura Eminescu, București, 1980;
- Flacăra zăpezii, Editura Eminescu, București, 1981;
- Frica de duminică, București, 1982;
- Noaptea cailor, Editura Cartea Românească, București, 1984;
- Umbra focului, Editura Eminescu, București, 1986;
- Umbra focului, versuri, selecție și îngrijire de Elena Ghirvu, București, 2001.

## Ediții îngrijite
- I.L. Caragiale, Opere, vol. I-IV, introducere de Silvian Iosifescu, București, 1959-1964 (în colaborare cu Al. Rosetti și Șerban Cioculescu);
- Ion Barbu, Ochean, prefața editorului, București, 1964 (în colaborare cu Al. Rosetti), Joc secund, prefața editorului, București, 1966 (în colaborare cu Al. Rosetti);
- Camil Petrescu, Opere, vol. I-VI, introducerea editorului, București, 1973-1983 (în colaborare cu Al. Rosetti).